# Izzat Artykov
Izzat Artykov est un haltérophile kirghiz né le 8 septembre 1993. Il concourt dans la catégorie des moins de 69 kg.
Il remporte son premier titre international lors des Championnats d'Asie en 2016 (en).
Il obtient ensuite la médaille de bronze dans la catégorie des moins de 69 kg aux Jeux olympiques de 2016 à Rio de Janeiro. Cependant, il est contrôlé positif à la strychnine et est exclu des Jeux, la troisième place revenant alors au Colombien Luis Javier Mosquera.